# Чирков, Николай Александрович
Никола́й Алекса́ндрович Чирко́в (1753—1806) — русский генерал, участник русско-турецкой войны 1787—1792 гг.

## Биография
Происходил из российских дворян. 
Определился рядовым в Лейб-гвардии Преображенский полк 15 апреля 1771 года, а 1 января 1777 года был произведён в прапорщики, 1 января 1778 года — в подпоручики, 1 января 1779 года — в поручики.
Выпущенный в полевые полки 1 января 1782 года подполковником, Чирков поступил в бывший Ядринский полк, который 1 мая 1784 года переименован был в Черноярский полевой батальон. Когда же два полевых батальона образовали полк, получивший название Оренбургского драгунского полка, Чирков 11 августа 1785 года определился туда и участвовал в Русско-турецкой войне; командуя гренадерским батальоном на лодках, Чирков за удачные военные действия был награждён золотой шпагой с надписью «За мужество, оказанное в сражении 7-го июня 1788 г. на Лимане Очаковском»; 17 июня под Очаковым Чиркову во главе вооруженных лодок поручено было атаковать неприятеля с правого фланга. Удачно выполненным маневром большинство турок было отбито, неприятель атакован, разбит и военнопленными взято 110 человек, за что Чирков был произведён в полковники; 31 июля 1788 года он был награждён только что учреждённым орденом св. Георгия 4-й степени (№ 260 по списку Судравского, № 538 по списку Григоровича — Степанова)
За отличные подвиги, оказанные в поражении турецких морских сил в 788 году на лимане при Очакове
21 октября 1789 г. Чирков перевёлся в Старооскольский пехотный полк, числясь в котором в 1790—1791 гг. участвовал с двумя полками в операциях Черноморского флота в сражениях с турками и десантах на Кавказский берег.
Указом Государственной военной Коллегии от 7 июня 1791 г. Чирков был снова переведён на службу в Оренбургский драгунский полк сверх комплекта на вакансию полкового командира и 1 января 1793 г. произведён в бригадиры. 22 февраля 1796 г. Чирков подал прошение об увольнении его от службы на десять месяцев для отдыха и лечения расстроенного здоровья. Просьба его была уважена, и сдав командование полком полковнику Ладыженскому, он отправился в Акшуат и в Верхнюю Мазу Симбирской губернии. 1 июля 1796 г. был произведён в генерал-майоры и 3 декабря 1796 г. зачислен в Кавказский корпус и назначен шефом Тифлисского пехотного полка, каковым пребывал до 9 сентября 1797 г. Вследствие усиливавшейся болезни Чирков подал прошение об увольнении его и 22 октября 1797 г. был отставлен от службы. Выйдя в отставку, Чирков посвятил себя устройству имений. Скончался в Москве в декабре 1806 г. Погребены супруги Чирковы в с. Акшуат, на углу Тихвинской церкви стояла каменная часовня со склепом, разрушены в 1968 году.
Д. Б. Мертваго, родственник Чиркова, вспоминая о нем в своих записках с благодарностью, писал:
Дружба сего человека и совесть его, на истинной честности основанная, возжгли в сердце моем желание быть добрым судьею и бескорыстным человеком.

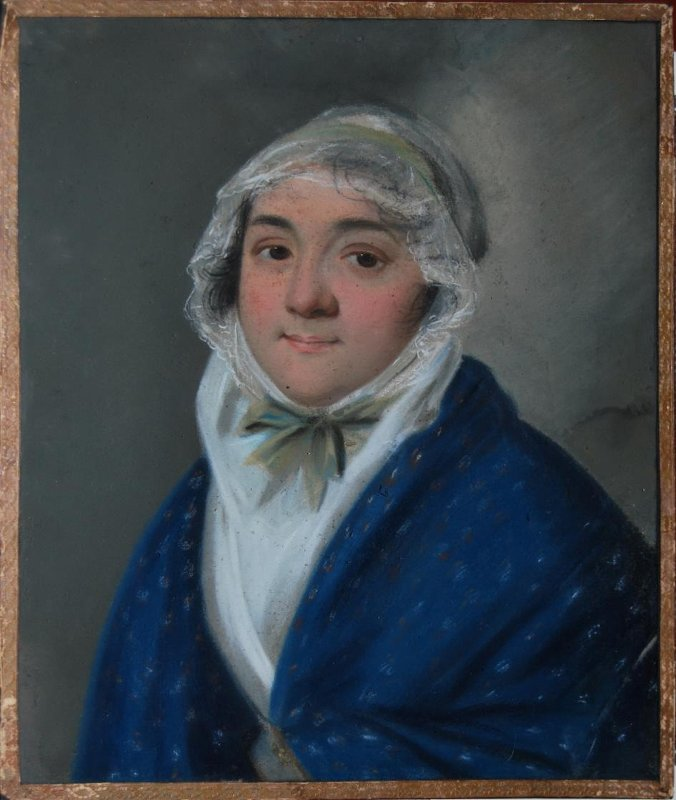
Елизавета Петровна - жена, портрет кисти Барду К. И.

## Семья
Жена (26 января 1792 года) — Елизавета Петровна Татищева (1766—1823), дочь Петра Алексеевича Татищева (1730—1810) от его брака с Анастасией Парамоновной Плещеевой (ум. 1769). Венчались в Москве в Трехсвятительской церкви у Красных Ворот. В браке родились:
- Екатерина (1794—1840) — супруга сенатора Ивана Петровича Поливанова (1773—1848) ;
- Софья (1795—1880) — с 1819 года супруга Дениса Васильевича Давыдова.
- Елизавета (?—1862)
- Никандр[4], товарищ по благородному пансиону Л. Н. Пушкина, М. И. Глинки и С. А. Соболевского.